# Flight (film)
Flight är en amerikansk dramafilm från 2012, i regi av Robert Zemeckis. Manus är skrivet av John Gatins och i huvudrollen finns Denzel Washington.
Filmen nominerades till två Oscar för bästa manliga huvudroll (Denzel Washington) och bästa originalmanus vid Oscarsgalan 2013, men förlorade mot Lincoln (Daniel Day-Lewis) respektive Django Unchained.

## Handling
Flight handlar om piloten Whip Whitaker (Washington) som gör en mirakulös landning efter att hans passagerarflygplan till följd av turbulens går sönder i luften. Han räddar därmed livet på nästan alla passagerare. Efter kraschen hyllas Whitaker som en hjälte, men med tiden kommer mer och mer information fram om olyckan, bland annat beträffande Whitakers alkohol- och drogmissbruk, som får folk att ifrågasätta vad som egentligen hände på planet.

## Roller
- Denzel Washington - William "Whip" Whitaker
- Don Cheadle - Hugh Lang
- Kelly Reilly - Nicole Maggen
- John Goodman - Harling Mays
- Bruce Greenwood - Charlie Anderson
- Brian Geraghty - Ken Evans
- Tamara Tunie - Margaret Thomason
- Nadine Velazquez - Katerina "Trina" Márquez
- Peter Gerety - Avington Carr
- Garcelle Beauvais - Deana Coleman
- Melissa Leo - Ellen Block
- Justin Martin - William "Will" Whitaker, Jr.
- James Badge Dale - Gaunt Young Man